# Ghosttown (Madonna)
Ghosttown is een nummer van de Amerikaanse zangeres Madonna uit 2015. Het is de tweede single van haar dertiende studioalbum Rebel Heart.
Madonna heeft het nummer geschreven samen met liedjesschrijvers Jason Evigan, Evan Bogart en Sean Douglas. Madonna vond Jason Derulo's "Talk Dirty", waar Evigan en Douglas aan mee hebben gewerkt, goed klinken. Ze besluit wat tijd door te brengen met deze muzikale mannen in een studio en "Ghosttown" is het resultaat. Het nummer flopte in de Verenigde Staten, maar werd in een paar Europese landen een klein hitje. In Nederland haalde het de 4e positie in de Tipparade, en in Vlaanderen de 6e positie in de Tipparade.